# الدعارة في مصر

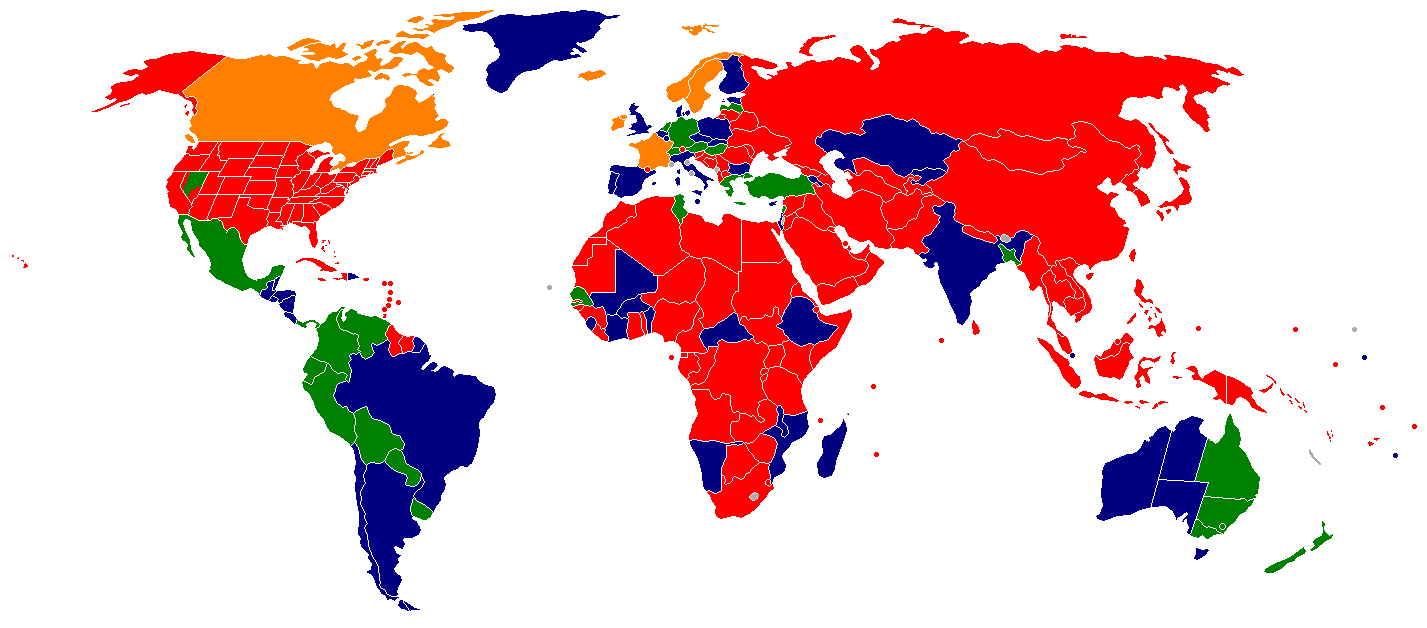
خريطة العالم تظهر الوضع القانوني للدعارة بحسب البلد:
الدعارة قانونية ومنظمة
الدعارة (مبادلة الجنس للمال) قانونية، لكن النشاطات المنظمة مثل بيوت الدعارة والقوادة غير قانونية؛ الدعارة غير منظمة
الدعارة غير قانونية
لا بيانات

الدعارة في مصر غير قانونية حاليا، وإن كانت قانونية في الماضي حتى عام 1949، مثلها مثل أغلب دول العالم الثالث تحارب أجهزة الأمن المصرية الدعارة بشتى الطرق والوسائل الممكنة ومع ذلك لا تزال الدعارة موجودة في مصر تمارسها مصريات أو نساء من جنسيات أخرى كالقادمات من دول شرق أوروبا وأسيا.
وقد تم أول تسجيل للعاهرات في مصر خلال القرن السابع حيث جرى التسجيل في مقر الصوباشي أو رئيس الشرطة. وقد أبقى محمد علي ضريبة الدعارة لبعض الوقت ثم ألغاها عام 1837، ثم بدأت الدعارة في الخضوع للتسجيل والتنظيم منذ تطبيق اللائحة التي سميت بتعليمات بيوت الدعارة والتي استمر العمل بها حتى ألغيت عام 1949. وبعدها بعامين اعتبرت جميع أشكال الدعارة غير قانونية. وصدرت لائحة التفتيش على العاهرات عام 1885 والتزمت العاملات بالجنس بمقتضاها بالتسجيل وإلا عوقبن. وقد تم العثور مؤخرا في دار المحفوظات على وثائق عمرها 118 عامًا تتحدث عن تسجيل العاهرات في مصر. وانقسمت العاهرات إلى قسمين «عايقة» و«مقطورة» والعايقة هي القوادة والمقطورة هي التي تمارس النشاط. وأمام اسم كل من بنات الهوى كان يكتب سنها وسكنها ورقم رخصتها وتاريخ الكشف الطبي عليها وغيرها.

## التاريخ

### مصر القديمة
لم تكن الدعارة في مصر القديمة خطيئة يجب الخجل منها، بل فعل محترم ومقدس، حيث أن أول الأماكن التي تمت ممارسة فيها الدعارة كانت معابد الألهة[بحاجة لمصدر] فعلى سبيل المثال، كان الإله أمون إله الشمس منغمس في حياته الجنسية مع العديد من النساء. كما كانت تعطي العائلات أجمل بناتها لكهنة المعابد لهذا الغرض مع الإحتفاظ لهم بحرية المغادرة عندما يتقدم بهم العمر ولا يريدهم أحد من الكهنة بعد الآن. لم يكن شرط التقرب للكهنة أن تكون الفتاة عذراء فحتى المتزوجات كانوا يمارسن الدعارة باسم الدين.
تميزت بعض المومسات بإرتدائهم فساتين زرقاء مصنوعة من شبك الصيد، واضعات أحمر شفاه وراسمات أوشام على صدورهن أو أفخادهن.

### الحكم الروماني
مثل باقي المقاطعات الخاضعة للحكم الروماني لم تكن الدعارة جريمة بل كانت الدولة تسجل العاهرات لتأخذ منهم الضرائب فيما بعد.

### العصور الوسطى
لم يتغير الأمر كثيرًا في العصور الوسطى عن سابقيه فكانت الحكومات تنظم وتحمي بيوت الدعارة مقابل الضرائب. فلم يميل أحد من الحكام إلى تجريم هذا الفعل خوفا من ضياع العائد التي تقدمه له.
كانت هناك فترات تم إيقاف هذه الممارسات وتجريمها تحت ضغط رجال الدين وخصوصا المسلمين.

### الحكم العثماني
استمرت عمليات التنظيم والتسجيل ودفع الضرائب تحت الحكم العثماني، بل مع بداية القرن السابع عشر تم إنشاء نقابتين للدعارة.

### الحكم الفرنسي
كثرت ممارسة الدعارة أثناء الغزو الفرنسي لمصر عام 1798. فمع قدوم مومسات من أوروبا تعددت الأذواق وانتشرت الأمراض الجنسية بسرعة كبيرة في بيوت الدعارة مما أجبر القوات الفرنسية على إصدار قانون بمنع الجنود الفرنسيين بدخول بيوت الدعارة أو بممارستها في منازلهم الخاصة وأن المخالف بذلك سيحكم عليه بالموت.

### عهد محمد علي
في عام 1834، أصدر محمد علي باشا فرمان بتجريم ممارسة الدعارة في القاهرة مصدرا قرار بعد ذلك في عام 1837 بمنع ممارستها داخل مصر بالكامل.
في عام 1867، تم إصدار قرار رقم 240 للعقوبات الجنائية ينص على:
«يعاقب بالسجن مده لا تقل عن شهر ولا تزيد عن سنة لكل قواد يجبر طفل صغير أو أمراة أقل من سن 21 عام على ممارسة عمل قد يعرضه للاغتصاب».
ازدادت فترة العقوبة في القرار رقم 241 إذا كان المجبر على الفعل هو الأب، الأم أو والي الطفل أو الفتاة.
بعد قرار عصبة الأمم عام 1877 بإلغاء الرق، اتجهت العديد من النساء المحررات لممارسة الدعارة ليتمكن من العيش.

### الحكم البريطاني

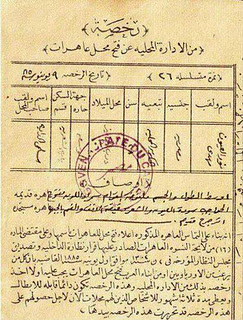
ترخيص لممارسة الدعارة داخل مدينة القاهرة عام 1885

بعد استعمار القوات البريطانية لمصر عام 1882، خشيت الحكومة البريطانية من انتشار الأمراض الجنسية بين جنودها فأصدرت قرارات لتنظيم عملية الدعارة فلا يتم إعطاء الرخصة إلا بعد الكشف عليها في المستشفيات الحكومية وإثبات أنها سليمة غير حاملة لأي مرض. في يوليو عام 1885 أصدر وزير الشؤون الداخلية المصري تعديلات على بنود الكشف الصحي للممارسات البغائية. تم إصدار أيضا تعديلات أخرى في عام 1896 للتحكم في عدد بيوت الدعارة الذي انتشر سريعا.
الجنود الأستراليين الذين استقروا في مصر بعد الحرب العالمية الأولى ومن بينهم القناص الشهير ذو الأصول الصينية بيلي سينج كانوا من أشهر زبائن بيوت الدعارة المقننة في حي الزاوية الحمرا، الحي الأكثر سعرا الذي جذب الجنود النيوزيلنديون والأستراليون في أيام الجمعة عام 1915. حاول الجيش الأسترالي سريعا توفير الأدوية والعلاج المناسب للأمراض التي انتشرت في جنودهم وخصوصا في مدينتي القاهرة وبورسعيد.
في عام 1932، تم إصدار قرار بإلغاء رخصه الدعارة وإنشاء شرطة الأداب. بينما تم إصدار قرار في عام 1937 بمحاكمة الناس الذين اعتادوا العيش من أموال الدعارة. كما تم إصدار قانون عسكري رقم 76 عام 1949 ينص على هدم بيوت الدعارة.
ينص قانون رقم 68 لعام 1951 بمعاقبة التالي:
- أعمال الدعارة إذا ثبتت ممارستها بإستمرار.
- اعمال الدعارة على الممارسين سواء كانوا رجال أو نساء (حيث كانت كلمة دعارة تشير إلى النساء فقط قبل ذلك بينما كانت تستخدم كلمة الأعمال الإباحية للرجال).
- الأفعال التي تشجع على الدعارة.
- تجارة الدعارة (بتجارة العبيد البيض).

### حديثا
في عام 2008 طالبت المخرجة المصرية إيناس الدغيدي بترخيص الدعارة وتنظيمها، على أن تجدد الرخصة سنويا، وأكدت أنها «تسعى لحماية المجتمع وحماية من يمتهن هذه المهنة من الأمراض»، إلا أن تصريحها تعرض لانتقادات.

## شبكة الدعارة
اعتمدت شبكة الدعارة في مصر في أغلب الأوقات على شخصية القواد، على الرغم من قدرة المومس على العمل بمفردها إلا أنهم كانوا يفضلون العمل معه لتنظيم الأمور ودفع الضرائب مقابل نسبة من العائد، ومن هنا ظهر مصطلح شبكة الدعارة المنتشر آنذاك في القاهرة، الأسكندرية وباقي المدن الكبيرة أكثر من الأرياف.

## نكاح المتعة
نكاح المتعة هو زواج محدد بفترة زمنية قد تبدأ من ساعه وحتى عام استخدم لفترة للتحايل على قوانين محاربة الدعارة. وهو ليس من الشريعة الإسلامية.
وهناك حالات مشابهة حيث يأتي بعض الأثرياء من الخليج العربي -خصوصا السعودية والإمارات والكويت- إلى مصر خلال العطلات وأشهر الصيف ويتزوجون من شابة مصرية صغيرة بما فيهن تحت السن القانوني فترة مؤقتة تسمى بالزيجات الصيفية. يتم الزواج في الغالب عن طريق وسيط وتتلقى عائلة الفتاة -الفقيرة عادة- العديد من الهدايا والأموال كمهر لها. ينتهي الزواج مع عودة الزوج إلى بلده.

## الدعارة والاقتصاد
لم تعد الدعارة قانونية في مصر الآن وبهذا لا تجني الدولة أي ضرائب من هذه الأعمال، فإذا ما تم الكشف عن بالغ يمارس الدعارة يتعرض للسجن لمدة تبدأ من 6 أشهر وحتى 3 سنوات.

## وصلات خارجية
- الدعارة حسب البلد

يوتيوب
- الدعارة في مصر القديمة
- الدعارة في مصر
- فيلم «البنات دول» عن الدعارة في مصر